# Vila Nova de Souto d'El-Rei
Vila Nova de Souto d'El-Rei es una freguesia portuguesa del concelho de Lamego, con 9,40 km² de superficie y 868 habitantes (2001). Su densidad de población es de 92,3 hab/km².